# العلاقات المجرية النيجيرية
العلاقات المجرية النيجيرية هي العلاقات الثنائية التي تجمع بين المجر ونيجيريا.

## مقارنة بين البلدين
هذه مقارنة عامة ومرجعية للدولتين:
| وجه المقارنة                                              | المجر                                                       | نيجيريا                     |
| --------------------------------------------------------- | ----------------------------------------------------------- | --------------------------- |
| المساحة (كم2)                                             | 93.04 ألف                                                   | 923.77 ألف                  |
| عدد السكان (نسمة)                                         | 9.78 مليون                                                  | 190.89 مليون                |
| الكثافة السكانية (ن./كم²)                                 | 105.12                                                      | 206.64                      |
| العاصمة                                                   | بودابست                                                     | أبوجا، لاغوس                |
| اللغة الرسمية                                             | لغة مجرية                                                   | لغة إنجليزية، اللغة اليوربا |
| العملة                                                    | فورنت مجري                                                  | نيرة نيجيرية                |
| الناتج المحلي الإجمالي (بليون دولار)                      | 139.14 مليار                                                | 375.77 مليار                |
| الناتج المحلي الإجمالي (تعادل القوة الشرائية) بليون دولار | 260.42 مليار                                                | 1.09 تريليون                |
| الناتج المحلي الإجمالي الاسمي للفرد دولار أمريكي          | 12.36 ألف                                                   | 2.64 ألف                    |
| الناتج المحلي الإجمالي للفرد دولار أمريكي                 | 25.07 ألف                                                   | 5.91 ألف                    |
| مؤشر التنمية البشرية                                      | 0.828                                                       | 0.514                       |
| رمز المكالمات الدولي                                      | +36                                                         | +234                        |
| رمز الإنترنت                                              | .hu                                                         | .ng                         |
| المنطقة الزمنية                                           | ت ع م+01:00، ت ع م+02:00، أوروبا/بودابست ‏، توقيت وسط أوروبا | ت ع م+01:00                 |

## منظمات دولية مشتركة
يشترك البلدان في عضوية مجموعة من المنظمات الدولية، منها:
| علم المنظمة | اسم المنظمة                               | تاريخ انضمام المجر | تاريخ انضمام نيجيريا |
| ----------- | ----------------------------------------- | ------------------ | -------------------- |
|             | مؤسسة التنمية الدولية                     | 29 أبريل 1985      | 14 نوفمبر 1961       |
|             | الأمم المتحدة                             | 14 ديسمبر 1955     | 7 أكتوبر 1960        |
|             | منظمة التجارة العالمية                    | 1995               | ?                    |
|             | منظمة الشرطة الجنائية الدولية             | ?                  | ?                    |
|             | المركز الدولي لتسوية المنازعات الاستشارية | 6 مارس 1987        | 14 أكتوبر 1966       |
|             | الاتحاد الدولي للاتصالات                  | 1866               | 11 أبريل 1961        |
|             | الفريق المعني برصد الأرض                  | ?                  | ?                    |
|             | البنك الدولي للإنشاء والتعمير             | 7 يوليو 1982       | 30 مارس 1961         |
|             | الاتحاد البريدي العالمي                   | ?                  | ?                    |
|             | منظمة حظر الأسلحة الكيميائية              | ?                  | ?                    |
|             | مؤسسة التمويل الدولية                     | 29 أبريل 1985      | 30 مارس 1961         |
|             | وكالة ضمان الاستثمار متعدد الأطراف        | 21 أبريل 1988      | 12 أبريل 1988        |
|             | يونسكو                                    | 14 سبتمبر 1948     | 14 نوفمبر 1960       |

## أعلام
هذه قائمة لبعض الشخصيات التي تربطها علاقات بالبلدين:
- فيكتوريا أوجونتويي (لاعبة كرة يد مجرية، 24 ديسمبر 1990 – )
- كيني أوتيغبا (لاعب كرة قدم نيجيري، 29 أغسطس 1992[20] – )

## وصلات خارجية
- موقع وزارة الخارجية المجرية
- موقع وزارة الخارجية النيجيرية